# Dragon's Crown
Dragon's Crown (ドラゴンズクラウン Doragonzu Kuraun?, "Drakens krona") är ett datorspel i genren actionrollspel, som utvecklades av Atlus och Vanillaware till Playstation 3 och Playstation Vita. Det gavs ut av Atlus den 25 juli 2013 i Japan och den 6 augusti 2013 i Nordamerika, och av NIS America den 10 oktober 2013 i Australien och den 11 oktober 2013 i Europa.
Spelet har åldersrekommendationerna C (15 år) i Japan, T (13 år) i Nordamerika, M (15 år) i Australien och 12 år i Europa.

## Mottagande
Den japanska speltidningen Famitsu gav spelet betyget 34/40, med delbetygen 9, 8, 8 och 9.

### Försäljning
Playstation 3-versionen var 2013 års 67:e bäst säljande datorspel i Japan med 151 681 sålda exemplar, medan Playstation Vita-versionen placerade sig på 88:e plats med 109 549 sålda exemplar.

## Musik
Spelets musik komponerades av Hitoshi Sakimoto. Ett soundtrack-album med 56 låtar fördelade på tre skivor planeras ges ut av Atlus under tredje eller fjärde kvartalet 2015.
[uppföljning saknas]